# Gladiolus actinomorphanthus
Gladiolus actinomorphanthus är en irisväxtart som beskrevs av Paul Auguste Duvigneaud och Van Bockstal. Gladiolus actinomorphanthus ingår i släktet sabelliljor, och familjen irisväxter. Inga underarter finns listade i Catalogue of Life.